# Глобочица (община Драгаш)
Вижте пояснителната страница за други значения на Глобочица.
Глобочица (на албански: Glloboqicë или Globočica; на сръбски: Глобочица или Globočica) е село, разположено в областта Гора, в община Драгаш (Шар), Косово.

## География
Селото е разположено от дясната страна на реката Рестелица, непосредствено до границата с Албания.

## История
Селото се споменава като Гльбочица в Грамотата на сръбския цар Стефан Душан от 1348-1352 година, издадена на манастира „Свети Архангели Гавраил и Михаил“ в Призрен.
Васил Кънчов отбелязва през 1900 година Глобочица сред селата в Гора, населени от българи мохамедани, наричани торбеши. Броят на къщите е 100.
След Междусъюзническата война селото попада в Сърбия. Според Стефан Младенов в 1916 година Глобочѝца е българско село със 100 къщи.
На етническата си карта на Северозападна Македония в 1929 година Афанасий Селишчев отбелязва Глобочица като българско село.